# 昭和町 (栃木市)

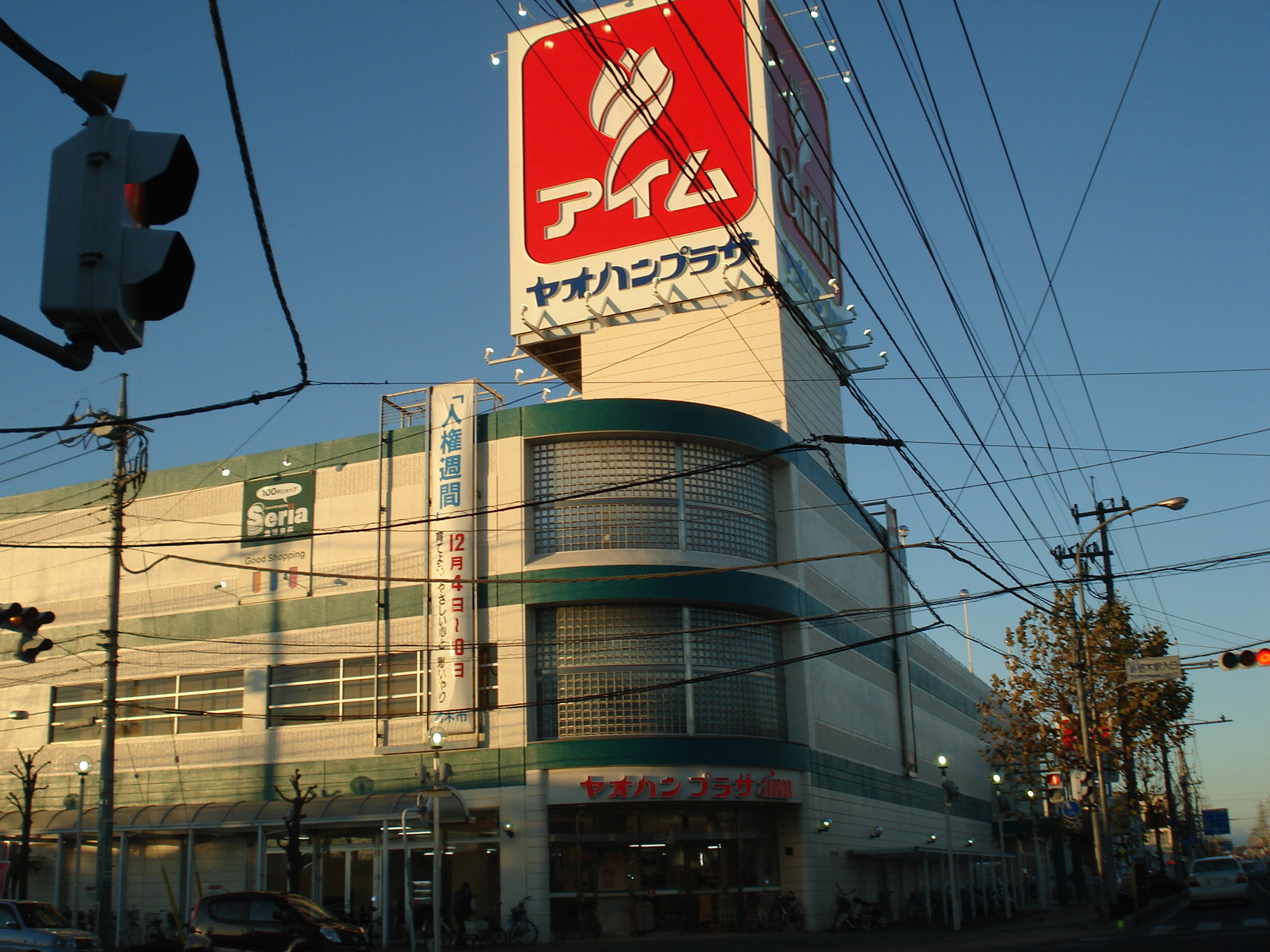
ヤオハンプラザアイム

昭和町（しょうわちょう）は、栃木県栃木市の地名。郵便番号は328-0013。

## 地理
栃木地区中部に位置し、東は平柳町、西は大町・嘉右衛門町、南は泉町と接している。

## 世帯数と人口
2017年（平成29年）8月31日現在の世帯数と人口は以下の通りである。
| 町丁   | 世帯数 | 人口  |
| ------ | ------ | ----- |
| 昭和町 | 85世帯 | 208人 |

## 施設
金融
- 足利銀行新栃木支店
  - 栃木ローンセンター

商業
- ヤオハンプラザアイム
  - ヤオハンアイム店
  - サンキ栃木店
  - セリアヤオハンプラザアイム店
  - JTBトラベランド新栃木アイム店
- ショッピングプラザ・コム
  - 文教堂書店新栃木店
  - ココス栃木店
  - 外国語学校DELTA EDUCATION 新栃木校
  - 雑貨屋ブルドッグ新栃木店
  - セガワールド・フェアー新栃木
- バーミヤン栃木昭和町店
- シダックス栃木昭和町クラブ

## 交通

### バス
蔵の街観光バス
■蔵の街循環「のらっせ号」
- (13) ヤオハンアイム前

### 道路
主要地方道
- 栃木県道3号宇都宮亀和田栃木線（蔵の街大通り・日光例幣使街道）
- 栃木県道32号栃木粕尾線（インター通り）

一般県道
- 栃木県道117号新栃木停車場線

## 小・中学校の学区
市立小・中学校に通う場合、学区は以下の通りとなる。
| 番地 | 小学校                 | 中学校               |
| ---- | ---------------------- | -------------------- |
| 全域 | 栃木市立栃木第三小学校 | 栃木市立栃木東中学校 |